# 国際開発金融機関
国際開発金融機関（こくさいかいはつきんゆうきかん、英: Multilateral Development Bank, 略称: MDB）は、国際開発を目的として融資や専門的な助言を行う、複数の国によって設立される機関。国際開発金融機関には資金を拠出する先進国と、融資を受ける途上国の双方が幅広く参加している。またその融資の対象となるプロジェクトには、市場金利による長期のものや「信用貸し」と呼ばれるような市場を下回る金利での超長期のもの、助成金を通してのものといった形態で資金を提供している。

## 主な国際開発金融機関
以下の機関は通常、主要な国際開発金融機関に分類される。
- 世界銀行
- 新開発銀行 (NDB)
- アフリカ開発銀行 (AfDB)
- アジア開発銀行 (ADB)
- アジアインフラ投資銀行（AIIB）
- 欧州復興開発銀行 (EBRD)
- 米州開発銀行グループ (IADB)

## 準地域的な国際開発金融機関
準地域的な国際開発金融機関とされる機関もある。これらの加盟国は一般的には融資を受ける側だけで構成されており、加盟国相互で資金を借り受け、融通しあっている。
- アンデス開発公社 (CAF)
- カリブ開発銀行 (CDB)
- 中米経済統合銀行 (CABEI)
- 東アフリカ開発銀行 (EADB)
- 西アフリカ開発銀行 (BOAD)
- 黒海貿易開発銀行 (BSTBD)

## 多国間金融機関 (MFI)
多国間金融機関は国際開発金融機関に似ているが、加盟国がより限られていたり、対象となるプロジェクトが特定されているなどの違いで区別されている。
- 欧州委員会 (EC)
- 欧州投資銀行 (EIB)
- 国際農業開発基金 (IFAD)
- イスラム開発銀行 (IDB)
- 北欧開発基金 (NDF)
- 北欧投資銀行 (NIB)
- OPEC国際開発基金 (OPEC Fund)
- オランダ開発金融会社 (FMO)